# Wyoming (Delaware)
Wyoming es un pueblo ubicado en el condado de Kent en el estado estadounidense de Delaware. En el año 2000 tenía una población de 1,141 habitantes y una densidad poblacional de 652.5 personas por km².

## Geografía
Wyoming se encuentra ubicado en las coordenadas 39°7′5″N 75°33′28″O / 39.11806, -75.55778.

## Demografía
Según la Oficina del Censo en 2000 los ingresos medios por hogar en la localidad eran de $48,452, y los ingresos medios por familia eran $54,265. Los hombres tenían unos ingresos medios de $35,625 frente a los $25,741 para las mujeres. La renta per cápita para la localidad era de $21,254. Alrededor del 3.6% de la población estaban por debajo del umbral de pobreza.

## Localidades adyacentes
Diagrama de las localidades a un radio de 16 km a la redonda de Wyoming.